# Prusias I de Bitinia

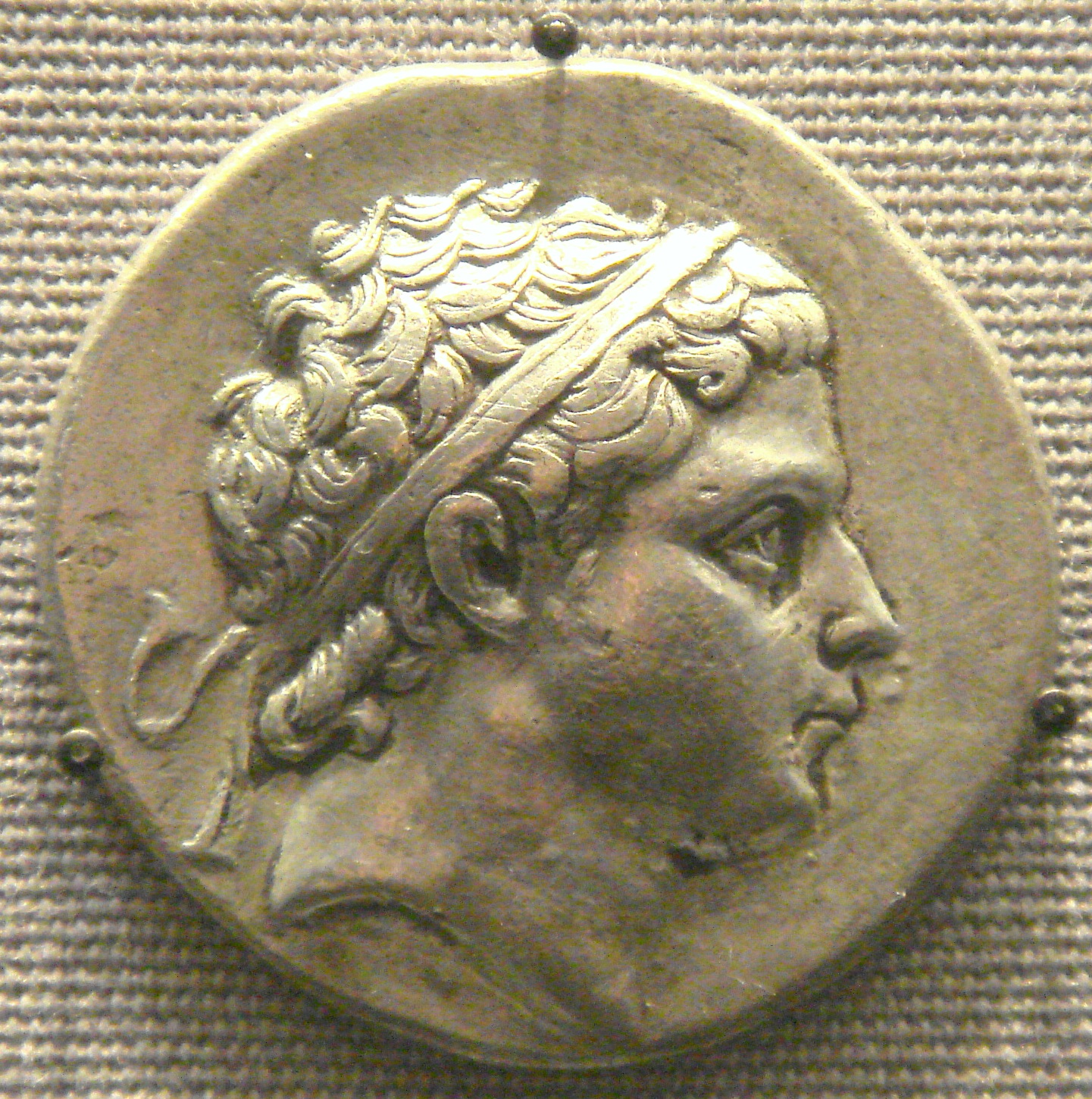
Prusias I de Bitinia

Prusias I (en griego: Προυσίας ὁ Χωλός) fue rey de Bitinia aproximadamente entre los años 230 y 182 a. C. Sucedió a su padre, Cielas. Es conocido sobre todo por haber acogido a Aníbal en su huida de los romanos. Fue sucedido por su hijo Prusias II.
Su política se caracterizó por su alianza con los macedonios y enemistad hacia Pérgamo.
Junto a Filipo V de Macedonia combatió contra Átalo I de Pérgamo. Vencieron y las ciudades de Cío y Mirlea, que habían quedado destruidas, fueron entregadas a Prusias por Filipo en el 202 a. C., fecha en la que pasaron a formar parte del reino de Bitinia, según refiere Estrabón y confirma un pasaje de Hermipo de Beirut. Sin embargo, Esteban de Bizancio dice que Mirlea fue fundada por el rey bitinio Nicomedes II Epífanes (149-128/127 a. C.), y luego le puso el nombre de Apamea en honor a su madre. Sobre esta cuestión, el arqueólogo Thomas Corsten señala que la destrucción del 202 a. C. no fue completa, pero hasta la época de Nicomedes la ciudad no obtuvo derechos de ciudadanía y fue entonces cuando cambió de nombre.

## Relación con Aníbal
Tras huir de Cartago, en el 195 a. C. Aníbal llegó a la corte de Antíoco III, rey del Imperio seléucida. Cuando los romanos vencieron en la batalla de Magnesia en el 189 a. C., una de las condiciones de la paz que se pactaron fue que Antíoco debía entregar Aníbal a los romanos pero sin embargo lo dejó escapar. Entonces Aníbal fue a refugiarse a Bitinia, donde fue acogido por Prusias.

Por otra parte, entre 188 y 183 a. C. se desató una guerra entre Bitinia y Pérgamo, dado que la victoria romana también trajo como consecuencia que el Senado obligara a Prusias a entregar la Frigia Helespóntica al rey Eumenes II de Pérgamo. En esta guerra Aníbal comandó con éxito la flota bitinia, pero tuvo que retirarse y la guerra culminó con la entrega acordada de Frigia Helespóntica por Prusias a Eumenes II.